# Dugo polje
 Ovo je glavno značenje pojma Dugo polje. Za druga značenja pogledajte Dugo Polje.
Dugo polje ili Dugopolje je krško polje u zapadnoj Hercegovini, između planina Vrana i Čvrsnice. Nalazi se u sastavu Parka prirode Blidinje a administrativno pripada općini Posušje i na sjeveru općini Jablanica. Pruža se u pravcu SI-JZ, okomito na dinarski pravac, u dužini od 14 km s prosječnom širinom od oko 3 km na nadmorskoj visini od oko 1200 m. Na njemu nema stalnih nastambi, tek poneka vikendica i pojata (pastirska privremena nastamba) na istočnoj strani.

## Povijest
Na Dugom Polju su se križali stari putovi koji su vodili prema prostorima današnjih gradova: Rama, Uskoplje, Jablanica, Posušje i Tomislavgrad. Zbog strateškog položaja tu su ljudi obitavali od prapovijesti o čemu svjedoči nekoliko naselja i gradina iz brončanog, željeznog i rimskog doba (Barzonja, Podjelinak i Sesaruša).
Dugo Polje je sa širom okolicom u kasnom srednjem vijeku bilo samostalna župa Planina. Prije 1325. godine ne postoje pisani podaci o ovom području, a od tada je u sklopu Bosne kojom su vladali Kotromanići. Od 1357. godine, zajedno sa zapadnim Humom, pripalo je ugarskom kralju Ljudevitu I., kao miraz njegove žene Elizabete, kćerke Stjepana Kotromanića. Nakon smrti kralja Ljudevita, ovo područje je dospjelo u okvir srednjovjekovne bosanske države u kojemu se sigurno zadržalo do 1463. godine i osmanske okupacije. Osmanlije su osnovale Bosanski pašaluk u kojemu su nastala nova središta a put koji je vodio kroz Blidinje i Dugopolje je izgubio na važnosti. No, upravo zbog izostanka nove gradnje na ovom području sačuvani su brojni srednjovjekovni spomenici i gotovo nedirnuta priroda.

## Nekropola stećaka
Dugopolje je najpoznatije po nekropoli stećaka koja se nalazi uz samom podnožju planine Vran i pored Blidinjskog jezera. Nekropola pokriva površinu od 90 x 36 m, južno od makadamskog puta i sastoji se od 150 stećaka od kojih 72 u obliku ploče, 59 sanduka, 14 visokih sanduka, 4 u obliku sarkofaga na postolju i jednog bez postolja. 
Nekropola se može podijeliti u tri kamene gomile (Zmijska gomila pored glavnog puta, druga u Risovcu i treća kod obližnjeg sela Orašca), a po svom položaju i izgledu najvjerojatnije su predstavljale oznake za starorimski put koji je ovdje prolazio u antici.
Od njih, 32 stećka su ukrašeni raznim motivima od kojih je najčešći motiv rozete. Ostali ukrasi čine 19 križeva (od kojih je jedan neobičan u obliku sidra s gornjim dijelom u obliku ljiljana), te 16 polumjeseca (obično u kombinaciji s rozetom), i redovitim bordurama u obliku spirale, uvrnutog konopca, cik-cak linija ili tropleta. Osam kružnih vijenaca se nalazi na četiri stećka, a na jednom se nalaze spiralne linije. Štit i mač se nalaze na tri mjesta, a na jednom se nalazi sam mač. Dva štita su ukrašena heraldičkim motivima rozeta ili ljiljana. Mistična alatka koja se nalazi na jednom stećku još nije razjašnjena.
Figurativni prikazi uključuju pet prizora lova, dvije viteške borbe, dva kola (jedno samo od žena, a drugo mješovito), a u jendom prizoru tri lika izlaze iz tornja. Prizori viteških borbi su smješteni u podnožju stećka, a likovi su naoružani maljevima i mačevima. Jelen s uzdignutom glavom i konj se nalaze na dva stećka, a sama ruka na jednom stećku. Najzanimljivija figura je mitološka životinja, najvjerojatnije krilati konj, koji se nalazi uz zmiju. Tri figure s rukama na grudima i pet muških figura s uzdignutim rukama imaju isključivo simbolično značenje.
Svi stećci su klesani od vapnenca iz obližnjeg kamenoloma ispod padina Vrana ili iz Zreonice, gdje je također bio jedan kamenolom. Oko sredine nekropole su ostaci kapele u koju su mještani ugradili nekoliko stećaka s nekropole.

## Vanjske poveznice
- Nekropola sa stećcima Dugo polje na Blidinju[neaktivna poveznica], fotografije